# Bifrenaria
Bifrenaria – rodzaj roślin z rodziny storczykowatych (Orchidaceae). Obejmuje 22 gatunki występujące w Ameryce Południowej w takich krajach jak: Boliwia, Brazylia, Kolumbia, Gujana Francuska, Gujana, Peru, Surinam, Trynidad i Tobago, Wenezuela.

## Systematyka
Rodzaj sklasyfikowany do podplemienia Maxillariinae w plemieniu Cymbidieae, podrodzina epidendronowe (Epidendroideae), rodzina storczykowate (Orchidaceae), rząd szparagowce (Asparagales) w obrębie roślin jednoliściennych.
Wykaz gatunków
- Bifrenaria atropurpurea Lindl.
- Bifrenaria aureofulva (Hook.) Lindl.
- Bifrenaria calcarata Barb.Rodr.
- Bifrenaria charlesworthii Rolfe
- Bifrenaria diamantinensis Campacci & Rosim
- Bifrenaria grandis (Kraenzl.) Garay
- Bifrenaria harrisoniae (Hook.) Rchb.f.
- Bifrenaria inodora Lindl.
- Bifrenaria leucorrhoda Rchb.f.
- Bifrenaria longicornis Lindl.
- Bifrenaria mellicolor Rchb.f.
- Bifrenaria parthonii (Dumort.) Ormerod
- Bifrenaria racemosa (Hook.) Lindl.
- Bifrenaria silvana V.P.Castro
- Bifrenaria stefanae V.P.Castro
- Bifrenaria steyermarkii (Foldats) Garay & Dunst.
- Bifrenaria tetragona (Lindl.) Schltr.
- Bifrenaria tyrianthina (Lodd. ex Loudon) Rchb.f.
- Bifrenaria venezuelana C.Schweinf.
- Bifrenaria verboonenii G.A.Romero & V.P.Castro
- Bifrenaria vitellina (Lindl.) Lindl.
- Bifrenaria wittigii (Rchb.f.) Hoehne